# Bossche Reddings Brigade
De Bossche Reddings Brigade (BRB) is met ruim 300 leden en 80 vrijwilligers de oudste van de 180 Reddingsbrigades in Nederland.
De Bossche Reddings Brigade is opgericht op 14 juni 1908 met het doel om de verdrinkingsdood te voorkomen en bestrijden in de ruimste zin van het woord. Dit gebeurt door het geven van zwemles en reddingsopleidingen in het Sportiom. Verder bewaakt de Bossche Reddings Brigade strandbaden Oosterplas in 's-Hertogenbosch en De Zandmeren in Maasdriel, evenementen en wedstrijden op of aan het water. De BRB heeft een alarmploeg die in de regio 24 uur per dag inzetbaar is voor waterhulpverlening (in samenwerking met brandweer) en landelijk inzetbaar bij overstromingsrampen.
De Bossche Reddings Brigade is aangesloten bij Reddingsbrigade Nederland.